# Franciszek Roliński
Franciszek Benedykt Roliński (ur. ok. 1597 w Pabianicach, zm. 14 lipca 1674 w Krakowie) – polski lekarz, profesor i rektor Akademii Krakowskiej, burmistrz Krakowa.
Urodzony w Pabianicach. W księgach kościoła św. Mateusza zapisany jako Franciscus Rolinius. Był synem Jana herbu Poraj. W 1612 rozpoczął studia w Akademii Krakowskiej, w 1620 został bakałarzem, w 1622 magistrem sztuk wyzwolonych. W latach 1622-1627 prowadził zajęcia na uczelni krakowskiej; w 1627 uzyskał królewskie stypendium dzięki któremu uzupełniał studia w Padwie, gdzie uzyskał dyplom doktora medycyny i doktora praw. We Włoszech zyskał uznanie jako lekarz, otrzymał podobno propozycję objęcia posady lekarza u posła Rzeczypospolitej Weneckiej w Konstantynopolu. Zdecydował się jednak na powrót do Krakowa, gdzie na początku lat 30. poślubił Elżbietę z Łojów. W 1641 przyjął prawo miejskie i rozwinął szeroką praktykę lekarską. Był m.in. lekarzem wojewody krakowskiego Stanisława Lubomirskiego.
Od 1642 prowadził wykłady w Akademii Krakowskiej, obejmując katedrę medycyny po Krzysztofie Naymanowicu. Od 1644 do końca życia zasiadał w radzie miejskiej, kilkakrotnie pełnił funkcję burmistrza; od 1649 był również fizykiem miejskim. W 1656 wraz z częścią rady sprzeciwił się złożeniu hołdu królowi szwedzkiemu Karolowi X Gustawowi i wkrótce opuścił miasto (podobnie jak inni profesorowie uniwersytetu). Po powrocie do Krakowa w październiku 1657 został powołany na pierwszego rektora Akademii Krakowskiej po wyzwoleniu; ponownie był wybierany w 1658, na rok akademicki 1658/1659 i 1666/1667, a w 1665 był wicerektorem. Funkcję dziekana Wydziału Lekarskiego sprawował w 1645 i 1658/1659. Wykonywał obowiązki uczelniane w okresie licznych napięć (związanych m.in. z wyborami kolejnych rektorów) i odbudowy uniwersytetu po okresie potopu szwedzkiego. Prowadził jednocześnie rozległą praktykę lekarską, dzięki której dorobił się kamienicy w Krakowie oraz wsi Stęgoborzyce.
Był bohaterem kilku głośnych wydarzeń w Krakowie. W 1660 jako burmistrz wydał straży miejskiej polecenie strzelania do grupy studentów, oblegających jedną z kamienic; w wyniku strzelaniny jeden ze studentów zginął, a ówczesny rektor Adam Rosczewicz pozwał Rolińskiego przed trybunał lubelski. Wydany wówczas wyrok usunięcia Rolińskiego z uniwersytetu został później anulowany i nie przeszkodził nawet w ponownym wyborze na rektora, ale zarazem podważył jego pozycję w środowisku akademickim. Wcześniej Roliński był oskarżany o nepotyzm (przeforsował przyjęcie na uniwersytet szwagra, doktora promocji rzymskiej Mikołaja Zalaszowskiego) oraz o zaniedbanie obowiązków wykładowcy (co tłumaczył pracą lekarza). Głośny był również zatarg Rolińskiego z najstarszym synem Janem, który przystąpił do Szwedów w czasie potopu, ograbił dom ojca i bez jego wiedzy zawarł związek małżeński, po czym zbiegł z Krakowa.
Franciszek Roliński zmarł w lipcu 1674 w Krakowie i został pochowany w kościele Wszystkich Świętych. Był dwukrotnie żonaty; po śmierci pierwszej żony Elżbiety (z którą miał wspomnianego wyżej syna Jana) poślubił w 1652 Krystynę z Zalaszowskich. Z drugiego małżeństwa miał córkę Annę (później żonę rajcy krakowskiego Andrzeja Krauzego) i syna Franciszka Benedykta. Franciszek Benedykt Roliński ukończył studia na Uniwersytecie Krakowskim i pracował tam jako docent (1674-1676), a w 1677 uzyskał tytuł doktora obojga praw w Padwie. Później osiadł w Krakowie, zmarł w 1696. Starszy syn Jan, wydziedziczony testamentem, zmarł przed 1703.
Starszy brat Franciszka, Paweł Roliński również studiował na Uniwersytecie Krakowskim (1612-1616), prawdopodobnie we Włoszech został doktorem medycyny, a później zajmował się edukacją młodych Opalińskich – Krzysztofa i Łukasza, z którymi odbywał podróże po Europie (m.in. przebywał kilka lat w Leuven).